# Tour de Grande-Bretagne 2012
La 73e édition du Tour de Grande-Bretagne a lieu du 9 au 16 septembre 2012. Il figure au calendrier de l'UCI Europe Tour 2012 en catégorie 2.1 et comprend huit étapes. À la suite d'investigations menées sur son passeport biologique, le Britannique Jonathan Tiernan-Locke, vainqueur initial, est déclassé en 2014,. L'Australien Nathan Haas remporte donc cette édition.

## Étapes
| Étape     | Date         | Villes étapes                          |  | Distance (km) | Vainqueur d’étape | Leader du classement général        |
| --------- | ------------ | -------------------------------------- |  | ------------- | ----------------- | ----------------------------------- |
| 1re étape | 9 septembre  | Ipswich - Norfolk Showground           |  | 203           | Luke Rowe         | Luke Rowe                           |
| 2e étape  | 10 septembre | Nottingham - Knowsley Safari Park (en) |  | 180,7         | Leigh Howard      | Boy van Poppel                      |
| 3e étape  | 11 septembre | Jedburgh - Dumfries                    |  | 152,6         | Mark Cavendish    | Leigh Howard                        |
| 4e étape  | 12 septembre | Carlisle - Blackpool                   |  | 156           | Mark Cavendish    | Mark Cavendish                      |
| 5e étape  | 13 septembre | Stoke-on-Trent - Stoke-on-Trent        |  | 147           | Marc de Maar      | Leigh Howard                        |
| 6e étape  | 14 septembre | Welshpool - Caerphilly                 |  | 189,6         | Leopold König     | Jonathan Tiernan-Locke Leigh Howard |
| 7e étape  | 15 septembre | Barnstaple - Dartmouth                 |  | 172,9         | Pablo Urtasun     | Jonathan Tiernan-Locke Nathan Haas  |
| 8e étape  | 16 septembre | Reigate - Guildford                    |  | 147,8         | Mark Cavendish    | Jonathan Tiernan-Locke Nathan Haas  |

## Déroulement de la course

### 1reétape
|     | Coureur                | Pays        | Équipe              |    | Temps           |
| --- | ---------------------- | ----------- | ------------------- | -- | --------------- |
| 1   | Luke Rowe              | Royaume-Uni | Sky                 | en | 4 h 51 min 05 s |
| 2   | Boy van Poppel         | Pays-Bas    | UnitedHealthcare    | +  | m.t             |
| 3   | Russell Downing        | Royaume-Uni | Endura Racing       |    | m.t             |
| 4   | Jérémie Galland        | France      | Saur-Sojasun        |    | m.t             |
| 5   | Peter Hawkins          | Irlande     | IG-Sigma Sport      |    | m.t             |
| 6   | Rony Martias           | France      | Saur-Sojasun        |    | m.t             |
| 7   | Barry Markus           | Pays-Bas    | Vacansoleil-DCM     |    | m.t             |
| 8   | Paolo Longo Borghini   | Italie      | Liquigas-Cannondale |    | m.t             |
| DSQ | Jonathan Tiernan-Locke | Royaume-Uni | Endura Racing       |    | m.t             |
| 10  | Ben Grenda             | Australie   | Rapha Condor-Sharp  |    | m.t             |

|     | Coureur                | Pays        | Équipe              |    | Temps           |
| --- | ---------------------- | ----------- | ------------------- | -- | --------------- |
| 1   | Luke Rowe              | Royaume-Uni | Sky                 | en | 4 h 50 min 55 s |
| 2   | Rony Martias           | France      | Saur-Sojasun        | +  | 3 s             |
| 3   | Boy van Poppel         | Pays-Bas    | UnitedHealthcare    |    | 4 s             |
| 4   | Russell Downing        | Royaume-Uni | Endura Racing       |    | 4 s             |
| 5   | Jérémie Galland        | France      | Saur-Sojasun        |    | 10 s            |
| 6   | Peter Hawkins          | Irlande     | IG-Sigma Sport      |    | 10 s            |
| 7   | Barry Markus           | Pays-Bas    | Vacansoleil-DCM     |    | 10 s            |
| 8   | Paolo Longo Borghini   | Italie      | Liquigas-Cannondale |    | 10 s            |
| DSQ | Jonathan Tiernan-Locke | Royaume-Uni | Endura Racing       |    | 10 s            |
| 10  | Ben Grenda             | Australie   | Rapha Condor-Sharp  |    | 10 s            |

### 2eétape
|    | Coureur         | Pays        | Équipe             |    | Temps           |
| -- | --------------- | ----------- | ------------------ | -- | --------------- |
| 1  | Leigh Howard    | Australie   | Orica-GreenEDGE    | en | 4 h 31 min 09 s |
| 2  | Mark Cavendish  | Royaume-Uni | Sky                | +  | 0 s             |
| 3  | Boy van Poppel  | Pays-Bas    | UnitedHealthcare   |    | 0 s             |
| 4  | Steele Von Hoff | Australie   | Garmin-Sharp       |    | 0 s             |
| 5  | Russell Downing | Royaume-Uni | Endura Racing      |    | 0 s             |
| 6  | Sep Vanmarcke   | Belgique    | Garmin-Sharp       |    | 0 s             |
| 7  | Wesley Kreder   | Pays-Bas    | Vacansoleil-DCM    |    | 0 s             |
| 8  | Nathan Haas     | Australie   | Garmin-Sharp       |    | 0 s             |
| 9  | Sam Bennett     | Irlande     | An Post-Sean Kelly |    | 1 s             |
| 10 | Luke Rowe       | Royaume-Uni | Sky                |    | 1 s             |

|    | Coureur         | Pays        | Équipe           |    | Temps           |
| -- | --------------- | ----------- | ---------------- | -- | --------------- |
| 1  | Boy van Poppel  | Pays-Bas    | UnitedHealthcare | en | 9 h 22 min 04 s |
| 2  | Leigh Howard    | Australie   | Orica-GreenEDGE  | +  | 0 s             |
| 3  | Luke Rowe       | Royaume-Uni | Sky              |    | 1 s             |
| 4  | Rony Martias    | France      | Saur-Sojasun     |    | 4 s             |
| 5  | Mark Cavendish  | Royaume-Uni | Sky              |    | 4 s             |
| 6  | Russell Downing | Royaume-Uni | Endura Racing    |    | 6 s             |
| 7  | Steele Von Hoff | Australie   | Garmin-Sharp     |    | 10 s            |
| 8  | Sep Vanmarcke   | Belgique    | Garmin-Sharp     |    | 10 s            |
| 9  | Nathan Haas     | Australie   | Garmin-Sharp     |    | 10 s            |
| 10 | Peter Hawkins   | Irlande     | IG-Sigma Sport   |    | 11 s            |

### 3eétape
|    | Coureur         | Pays        | Équipe             |    | Temps           |
| -- | --------------- | ----------- | ------------------ | -- | --------------- |
| 1  | Mark Cavendish  | Royaume-Uni | Sky                | en | 3 h 54 min 30 s |
| 2  | Leigh Howard    | Australie   | Orica-GreenEDGE    | +  | m.t             |
| 3  | Aidis Kruopis   | Lituanie    | Orica-GreenEDGE    |    | m.t             |
| 4  | Luke Rowe       | Royaume-Uni | Sky                |    | m.t             |
| 5  | Sam Bennett     | Irlande     | An Post-Sean Kelly |    | m.t             |
| 6  | Russell Downing | Royaume-Uni | Endura Racing      |    | m.t             |
| 7  | Boy van Poppel  | Pays-Bas    | UnitedHealthcare   |    | m.t             |
| 8  | Jonathan McEvoy | Royaume-Uni | Endura Racing      |    | m.t             |
| 9  | Barry Markus    | Pays-Bas    | Vacansoleil-DCM    |    | m.t             |
| 10 | Yanto Barker    | Royaume-Uni | UK Youth           |    | m.t             |

|    | Coureur         | Pays        | Équipe             |    | Temps            |
| -- | --------------- | ----------- | ------------------ | -- | ---------------- |
| 1  | Leigh Howard    | Australie   | Orica-GreenEDGE    | en | 13 h 16 min 28 s |
| 2  | Mark Cavendish  | Royaume-Uni | Sky                | +  | 0 s              |
| 3  | Boy van Poppel  | Pays-Bas    | UnitedHealthcare   |    | 4 s              |
| 4  | Luke Rowe       | Royaume-Uni | Sky                |    | 4 s              |
| 5  | Rony Martias    | France      | Saur-Sojasun       |    | 10 s             |
| 6  | Russell Downing | Royaume-Uni | Endura Racing      |    | 12 s             |
| 7  | Steele Von Hoff | Australie   | Garmin-Sharp       |    | 16 s             |
| 8  | Nathan Haas     | Australie   | Garmin-Sharp       |    | 16 s             |
| 9  | Sep Vanmarcke   | Belgique    | Garmin-Sharp       |    | 16 s             |
| 10 | Sam Bennett     | Irlande     | An Post-Sean Kelly |    | 17 s             |

### 4eétape
|    | Coureur          | Pays        | Équipe           |    | Temps           |
| -- | ---------------- | ----------- | ---------------- | -- | --------------- |
| 1  | Mark Cavendish   | Royaume-Uni | Sky              | en | 3 h 51 min 33 s |
| 2  | Steele Von Hoff  | Australie   | Garmin-Sharp     | +  | m.t             |
| 3  | Leigh Howard     | Australie   | Orica-GreenEDGE  |    | m.t             |
| 4  | Boy van Poppel   | Pays-Bas    | UnitedHealthcare |    | m.t             |
| 5  | Daniel Schorn    | Autriche    | NetApp           |    | m.t             |
| 6  | Russell Downing  | Royaume-Uni | Endura Racing    |    | m.t             |
| 7  | Magnus Bäckstedt | Suède       | UK Youth         |    | m.t             |
| 8  | Sep Vanmarcke    | Belgique    | Garmin-Sharp     |    | m.t             |
| 9  | Rony Martias     | France      | Saur-Sojasun     |    | m.t             |
| 10 | Luke Rowe        | Royaume-Uni | Sky              |    | m.t             |

|    | Coureur         | Pays        | Équipe           |    | Temps            |
| -- | --------------- | ----------- | ---------------- | -- | ---------------- |
| 1  | Mark Cavendish  | Royaume-Uni | Sky              | en | 17 h 07 min 51 s |
| 2  | Leigh Howard    | Australie   | Orica-GreenEDGE  | +  | 6 s              |
| 3  | Boy van Poppel  | Pays-Bas    | UnitedHealthcare |    | 14 s             |
| 4  | Luke Rowe       | Royaume-Uni | Sky              |    | 14 s             |
| 5  | Rony Martias    | France      | Saur-Sojasun     |    | 20 s             |
| 6  | Steele Von Hoff | Australie   | Garmin-Sharp     |    | 20 s             |
| 7  | Russell Downing | Royaume-Uni | Endura Racing    |    | 22 s             |
| 9  | Sep Vanmarcke   | Belgique    | Garmin-Sharp     |    | 26 s             |
| 8  | Nathan Haas     | Australie   | Garmin-Sharp     |    | 26 s             |
| 10 | Yanto Barker    | Royaume-Uni | UK Youth         |    | 27 s             |

### 5eétape
|     | Coureur                | Pays                   | Équipe              |    | Temps           |
| --- | ---------------------- | ---------------------- | ------------------- | -- | --------------- |
| 1   | Marc de Maar           | Antilles néerlandaises | UnitedHealthcare    | en | 3 h 30 min 26 s |
| 2   | Sep Vanmarcke          | Belgique               | Garmin-Sharp        | +  | 15 s            |
| 3   | Boy van Poppel         | Pays-Bas               | UnitedHealthcare    |    | 15 s            |
| 4   | Nathan Haas            | Australie              | Garmin-Sharp        |    | 15 s            |
| 5   | Leigh Howard           | Australie              | Orica-GreenEDGE     |    | 15 s            |
| 6   | Sam Bennett            | Irlande                | An Post-Sean Kelly  |    | 15 s            |
| 7   | Damiano Caruso         | Italie                 | Liquigas-Cannondale |    | 15 s            |
| 8   | Leopold König          | Tchéquie               | NetApp              |    | 15 s            |
| DSQ | Jonathan Tiernan-Locke | Royaume-Uni            | Endura Racing       |    | 15 s            |
| 10  | Jérôme Coppel          | France                 | Saur-Sojasun        |    | 15 s            |

|     | Coureur                | Pays        | Équipe              |    | Temps            |
| --- | ---------------------- | ----------- | ------------------- | -- | ---------------- |
| 1   | Leigh Howard           | Australie   | Orica-GreenEDGE     | en | 20 h 38 min 35 s |
| 2   | Boy van Poppel         | Pays-Bas    | UnitedHealthcare    | +  | 7 s              |
| 3   | Sep Vanmarcke          | Belgique    | Garmin-Sharp        |    | 17 s             |
| 4   | Nathan Haas            | Australie   | Garmin-Sharp        |    | 23 s             |
| 5   | Christian Knees        | Allemagne   | Sky                 |    | 24 s             |
| DSQ | Jonathan Tiernan-Locke | Royaume-Uni | Endura Racing       |    | 24 s             |
| 7   | Damiano Caruso         | Italie      | Liquigas-Cannondale |    | 24 s             |
| 8   | Christopher Jones      | États-Unis  | UnitedHealthcare    |    | 34 s             |
| 9   | Bartosz Huzarski       | Pologne     | NetApp              |    | 2 min 02 s       |
| 10  | David Le Lay           | France      | Saur-Sojasun        |    | 2 min 02 s       |

### 6eétape
|     | Coureur                | Pays        | Équipe              |    | Temps           |
| --- | ---------------------- | ----------- | ------------------- | -- | --------------- |
| 1   | Leopold König          | Tchéquie    | NetApp              | en | 4 h 38 min 02 s |
| DSQ | Jonathan Tiernan-Locke | Royaume-Uni | Endura Racing       | +  | 2 s             |
| 3   | Nathan Haas            | Australie   | Garmin-Sharp        |    | 19 s            |
| 4   | Damiano Caruso         | Italie      | Liquigas-Cannondale |    | 19 s            |
| 5   | Luke Rowe              | Royaume-Uni | Sky                 |    | 19 s            |
| 6   | Paul Voss              | Allemagne   | Endura Racing       |    | 19 s            |
| 7   | Christopher Jones      | États-Unis  | UnitedHealthcare    |    | 19 s            |
| 8   | Simon Yates            | Royaume-Uni | Great Britain       |    | 19 s            |
| 9   | Bartosz Huzarski       | Pologne     | NetApp              |    | 19 s            |
| 10  | Liam Holohan           | Royaume-Uni | Raleigh-GAC         |    | 19 s            |

|     | Coureur                | Pays        | Équipe              |    | Temps            |
| --- | ---------------------- | ----------- | ------------------- | -- | ---------------- |
| DSQ | Jonathan Tiernan-Locke | Royaume-Uni | Endura Racing       | en | 25 h 16 min 57 s |
| 2   | Leigh Howard           | Australie   | Orica-GreenEDGE     | +  | 13 s             |
| 3   | Nathan Haas            | Australie   | Garmin-Sharp        |    | 18 s             |
| 4   | Boy van Poppel         | Pays-Bas    | UnitedHealthcare    |    | 20 s             |
| 5   | Damiano Caruso         | Italie      | Liquigas-Cannondale |    | 23 s             |
| 6   | Christopher Jones      | États-Unis  | UnitedHealthcare    |    | 33 s             |
| 7   | Christian Knees        | Allemagne   | Sky                 |    | 1 min 34 s       |
| 8   | Bartosz Huzarski       | Pologne     | NetApp              |    | 2 min 01 s       |
| 9   | David Le Lay           | France      | Saur-Sojasun        |    | 2 min 01 s       |
| 10  | Jérôme Coppel          | France      | Saur-Sojasun        |    | 4 min 16 s       |

### 7eétape
|     | Coureur                | Pays        | Équipe              |    | Temps           |
| --- | ---------------------- | ----------- | ------------------- | -- | --------------- |
| 1   | Pablo Urtasun          | Espagne     | Euskaltel-Euskadi   | en | 4 h 20 min 31 s |
| 2   | Marc de Maar           | Pays-Bas    | UnitedHealthcare    | +  | 0 s             |
| 3   | Ivan Basso             | Italie      | Liquigas-Cannondale |    | 0 s             |
| 4   | Samuel Sánchez         | Espagne     | Euskaltel-Euskadi   |    | 2 s             |
| 5   | Leopold König          | Tchéquie    | NetApp              |    | 38 s            |
| 6   | Nathan Haas            | Australie   | Garmin-Sharp        |    | 46 s            |
| 7   | Bernard Sulzberger     | Australie   | Raleigh-GAC         |    | 46 s            |
| DSQ | Jonathan Tiernan-Locke | Royaume-Uni | Endura Racing       |    | 46 s            |
| 9   | Bartosz Huzarski       | Pologne     | NetApp              |    | 46 s            |
| 10  | Damiano Caruso         | Italie      | Liquigas-Cannondale |    | 46 s            |

|     | Coureur                | Pays        | Équipe              |    | Temps            |
| --- | ---------------------- | ----------- | ------------------- | -- | ---------------- |
| DSQ | Jonathan Tiernan-Locke | Royaume-Uni | Endura Racing       | en | 29 h 38 min 14 s |
| 2   | Nathan Haas            | Australie   | Garmin-Sharp        | +  | 18 s             |
| 3   | Damiano Caruso         | Italie      | Liquigas-Cannondale |    | 23 s             |
| 4   | Leigh Howard           | Australie   | Orica-GreenEDGE     |    | 1 min 02 s       |
| 5   | Christopher Jones      | États-Unis  | UnitedHealthcare    |    | 1 min 12 s       |
| 6   | Bartosz Huzarski       | Pologne     | NetApp              |    | 2 min 01 s       |
| 7   | David Le Lay           | France      | Saur-Sojasun        |    | 2 min 01 s       |
| 8   | Boy van Poppel         | Pays-Bas    | UnitedHealthcare    |    | 2 min 23 s       |
| 9   | Christian Knees        | Allemagne   | Sky                 |    | 2 min 26 s       |
| 10  | Jérôme Coppel          | France      | Saur-Sojasun        |    | 4 min 21 s       |

### 8eétape
|    | Coureur            | Pays        | Équipe              |    | Temps           |
| -- | ------------------ | ----------- | ------------------- | -- | --------------- |
| 1  | Mark Cavendish     | Royaume-Uni | Sky                 | en | 3 h 33 min 05 s |
| 2  | Boy van Poppel     | Pays-Bas    | UnitedHealthcare    | +  | 0 s             |
| 3  | Fabio Sabatini     | Italie      | Liquigas-Cannondale |    | 0 s             |
| 4  | Russell Downing    | Royaume-Uni | Endura Racing       |    | 0 s             |
| 5  | Cesare Benedetti   | Italie      | NetApp              |    | 3 s             |
| 6  | Yanto Barker       | Royaume-Uni | UK Youth            |    | 3 s             |
| 7  | Pieter Ghyllebert  | Belgique    | An Post-Sean Kelly  |    | 3 s             |
| 8  | Bernard Sulzberger | Australie   | Raleigh-GAC         |    | 3 s             |
| 9  | Niels Wytinck      | Belgique    | An Post-Sean Kelly  |    | 3 s             |
| 10 | Richard Lang       | Australie   | Rapha Condor-Sharp  |    | 3 s             |

|     | Coureur                | Pays        | Équipe              |    | Temps            |
| --- | ---------------------- | ----------- | ------------------- | -- | ---------------- |
| DSQ | Jonathan Tiernan-Locke | Royaume-Uni | Endura Racing       | en | 33 h 11 min 22 s |
| 2   | Nathan Haas            | Australie   | Garmin-Sharp        | +  | 18 s             |
| 3   | Damiano Caruso         | Italie      | Liquigas-Cannondale |    | 23 s             |
| 4   | Leigh Howard           | Australie   | Orica-GreenEDGE     |    | 1 min 02 s       |
| 5   | Christopher Jones      | États-Unis  | UnitedHealthcare    |    | 1 min 12 s       |
| 6   | Bartosz Huzarski       | Pologne     | NetApp              |    | 2 min 01 s       |
| 7   | David Le Lay           | France      | Saur-Sojasun        |    | 2 min 01 s       |
| 8   | Boy van Poppel         | Pays-Bas    | UnitedHealthcare    |    | 2 min 14 s       |
| 9   | Christian Knees        | Allemagne   | Sky                 |    | 2 min 35 s       |
| 10  | Jérôme Coppel          | France      | Saur-Sojasun        |    | 4 min 30 s       |

## Classements finals

### Classement général
|     | Cycliste               | Pays        | Équipe              |    | Temps            |
| --- | ---------------------- | ----------- | ------------------- | -- | ---------------- |
| DSQ | Jonathan Tiernan-Locke | Royaume-Uni | Endura Racing       | en | 33 h 11 min 22 s |
| 1   | Nathan Haas            | Australie   | Garmin-Sharp        | +  | 18 s             |
| 2   | Damiano Caruso         | Italie      | Liquigas-Cannondale |    | 23 s             |
| 3   | Leigh Howard           | Australie   | Orica-GreenEDGE     |    | 1 min 02 s       |
| 4   | Christopher Jones      | États-Unis  | UnitedHealthcare    |    | 1 min 12 s       |
| 5   | Bartosz Huzarski       | Pologne     | NetApp              |    | 2 min 01 s       |
| 6   | David Le Lay           | France      | Saur-Sojasun        |    | 2 min 01 s       |
| 7   | Boy van Poppel         | Pays-Bas    | UnitedHealthcare    |    | 2 min 14 s       |
| 8   | Christian Knees        | Allemagne   | Sky                 |    | 2 min 35 s       |
| 9   | Jérôme Coppel          | France      | Saur-Sojasun        |    | 4 min 30 s       |
| 10  | Leopold König          | Tchéquie    | NetApp              |    | 4 min 52 s       |

### Classements annexes
|   | Cycliste       | Pays        | Équipe           | Points |
| - | -------------- | ----------- | ---------------- | ------ |
| 1 | Boy van Poppel | Pays-Bas    | UnitedHealthcare | 62     |
| 2 | Leigh Howard   | Australie   | Orica-GreenEDGE  | 53     |
| 3 | Luke Rowe      | Royaume-Uni | Sky              | 50     |

|   | Cycliste       | Pays        | Équipe                 | Points |
| - | -------------- | ----------- | ---------------------- | ------ |
| 1 | Kristian House | Royaume-Uni | Rapha Condor-Sharp     | 86     |
| 2 | Pablo Urtasun  | Espagne     | Euskaltel-Euskadi      | 44     |
| 3 | Peter Williams | Royaume-Uni | Node 4-Giordana Racing | 32     |

|   | Cycliste           | Pays        | Équipe                 | Points |
| - | ------------------ | ----------- | ---------------------- | ------ |
| 1 | Peter Williams     | Royaume-Uni | Node 4-Giordana Racing | 29     |
| 2 | Marcin Białobłocki | Pologne     | Node 4-Giordana Racing | 13     |
| 3 | Matt Cronshaw      | Royaume-Uni | Node 4-Giordana Racing | 13     |

|   | Équipe           | Pays       |    | Temps            |
| - | ---------------- | ---------- | -- | ---------------- |
| 1 | Saur-Sojasun     | France     | en | 75 h 57 min 13 s |
| 2 | UnitedHealthcare | États-Unis | +  | 1 min 45 s       |
| 3 | Garmin-Sharp     | États-Unis |    | 5 min 40 s       |

## Évolution des classements
| Étape              | Vainqueur          | Classement général | Classement par points | Classement de la montagne | Classement des sprints | Classement par équipes |
| ------------------ | ------------------ | ------------------ | --------------------- | ------------------------- | ---------------------- | ---------------------- |
| 1                  | Luke Rowe          | Luke Rowe          | Luke Rowe             | Kristian House            | Rony Martias           | Saur-Sojasun           |
| 2                  | Leigh Howard       | Boy van Poppel     | Boy van Poppel        | Pablo Urtasun             | Peter Williams         | Garmin-Sharp           |
| 3                  | Mark Cavendish     | Leigh Howard       | Boy van Poppel        | Kristian House            | Peter Williams         | Garmin-Sharp           |
| 4                  | Mark Cavendish     | Mark Cavendish     | Boy van Poppel        | Kristian House            | Peter Williams         | Garmin-Sharp           |
| 5                  | Marc de Maar       | Leigh Howard       | Boy van Poppel        | Kristian House            | Peter Williams         | Saur-Sojasun           |
| 6                  | Leopold König      | Leigh Howard       | Boy van Poppel        | Kristian House            | Peter Williams         | Saur-Sojasun           |
| 7                  | Pablo Urtasun      | Nathan Haas        | Boy van Poppel        | Kristian House            | Peter Williams         | Saur-Sojasun           |
| 8                  | Mark Cavendish     | Nathan Haas        | Boy van Poppel        | Kristian House            | Peter Williams         | Saur-Sojasun           |
| Classements finals | Classements finals | Nathan Haas        | Boy van Poppel        | Kristian House            | Peter Williams         | Saur-Sojasun           |